# James E. Buttersworth

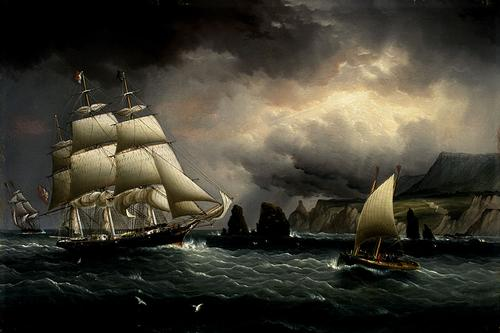
De klipper Flying Cloud bij the Needles, Wight 1859-1860

James Edward Buttersworth (Londen, 1817 – aldaar, 1894) was een Engelse kunstschilder van marines. Hij wordt beschouwd als de belangrijkste Amerikaanse marineschilder van de 19e eeuw. Zijn doeken zijn gekenmerkt door hun detail, dramatiek en elegantie in beweging.
Buttersworth werd geboren in een familie van marineschilders en kreeg les van zijn vader, Thomas Buttersworth, die bekendheid had verworven in dit genre. Hij verhuisde rond 1845 naar de Verenigde Staten waar hij een tijdlang actief was in zijn studio in Brooklyn. In 1851 keerde hij terug naar Engeland voor de America's Cup van 22 augustus 1851. Zijn tekeningen en schilderijen van deze competitie leggen een zeer belangrijk seizoen vast van deze wedstrijd. Zijn doeken uit 1893 van dezelfde wedstrijd waren de laatste schilderijen, vooraleer de fotografie de verslaggeving overnam.
Ongeveer 600 doeken zijn van hem bewaard gebleven.
- Gemeinsame Normdatei: 119218402
- International Standard Name Identifier: 0000 0000 6676 0660
- Library of Congress Control Number: nr91039966
- Nederlandse Thesaurus van Auteursnamen: 131333852
- RKD-Nederlands Instituut voor Kunstgeschiedenis: 14508
- SNAC: w65t44q7
- Système universitaire de documentation: 088969800
- Union List of Artist Names: 500016424
- Virtual International Authority File: 27876601
- WorldCat: E39PBJm4PTXcH8qkFJCJc8QKBP